# L'Hirondelle et la Mésange
L’Hirondelle et la Mésange è un film del 1924, diretto da André Antoine. 

## Trama
Pierre Van Groot, con sua moglie Griet e la giovane sorella di lei, Marthe, conduce due péniche appaiate, l'Hirondelle e la Mésange, esercitando il commercio prevalentemente di materiali edili lungo le vie d'acqua interne del Belgio e della Francia.
Ad Anversa Pierre accetta di prendere a bordo una certa quantità di diamanti, evidentemente per contrabbandarli. Nella stessa città assume un nuovo aiutante per il governo delle imbarcazioni, il pilota Michel.
Le péniche salpano per il loro viaggio, e mentre Michel rimane inviso a Griet, egli è ben visto da Pierre, ed inizia una relazione amorosa con Marthe, al punto che si pensa al matrimonio. Prima del confine franco-belga, tuttavia, il comportamento di Michel diviene sempre più sospetto. Griet si rende conto che Michel ha osservato il luogo del nascondiglio della cassetta contenente i diamanti, che Pierre ha fissato sul timone, sotto il livello dell'acqua, e chiede a suo marito di tenerlo d'occhio. Si decide quindi di aspettare l'indomani per pagare il dovuto al nuovo pilota e licenziarlo.
Ma la sera stessa Michel invita Pierre a bere un bicchiere in un bistrò della località nella quale le imbarcazioni sono ormeggiate per la notte. Qui il pilota fa bere Pierre fino a farlo ubriacare. Quando Pierre si addormenta col capo reclinato sul tavolo, Michel esce dal locale e si reca alle chiatte, deciso ad impossessarsi dei diamanti. Pierre si riprende, lo segue, e, quando Michel sta armeggiando attorno al timone, dall'alto dell'imbarcazione lo fronteggia con una lunga pertica, fino a farlo scomparire sott'acqua, morto.
Mentre Griet si è accorta del misfatto, la mattina dopo Marthe, ignara di tutto, siede sconsolata sul ponte della péniche.